# Меркурьев, Андрей Николаевич
Андре́й Никола́евич Мерку́рьев (род. 3 октября 1977, Сыктывкар, Коми АССР) — российский артист балета, главный балетмейстер Театра оперы и балета Республики Коми. Заслуженный артист России (2014).

## Биография
Родился 3 октября 1977 года в Сыктывкаре, в рабочей семье, имеет двух братьев. В 1996 году с отличием окончил Уфимское государственное хореографическое училище имени Р. Нуреева по классу Шамиля Терегулова. В 1996—1997 годах — солист Государственного театра оперы и балета Республики Коми, в 1997—2001 годах — Ленинградского театра оперы и балета имени М. П. Мусоргского, в 2001—2006 годах — Мариинского театра. С 2006 года — солист балета Большого театра, где репетировал под руководством Виктора Барыкина.
Неоднократно принимал участие в международных проектах — гала-концертах и фестивалях, турне мировых звёзд балета Роберто Болле и Владимира Малахова. Постоянный партнёр прима-балерин Дианы Вишнёвой, Светланы Захаровой, Полины Семионовой. В 2009 году дебютировал в хореографической новелле Аллы Сигаловой «Бедная Лиза» на музыку одноимённой оперы Леонида Десятникова, где исполнил роль Эраста. Его партнёршей стала Чулпан Хаматова.
В октябре 2011 года вместе с Марианной Рыжкиной принял участие в Первом русском балу в Риме. В этом же году учредил именную стипендию для учащихся Башкирского государственного хореографического колледжа имени Рудольфа Нуреева.
В 2014 году дебютировал в качестве хореографа, поставив балет «Крик» на музыку Сержа Упэна, Жерара Ванденбрука, Эрвана Меллека, Джованни Соллима, Анри Торга, Макса Рихтера, Петериса Васкса и Рихарда Вагнера по мотивам романа Александра Зиновьева «Иди на Голгофу» в Одесском национальном академическом театре оперы и балета.

## Репертуар вЛенинградском театре оперы и балета имени М. П. Мусоргского

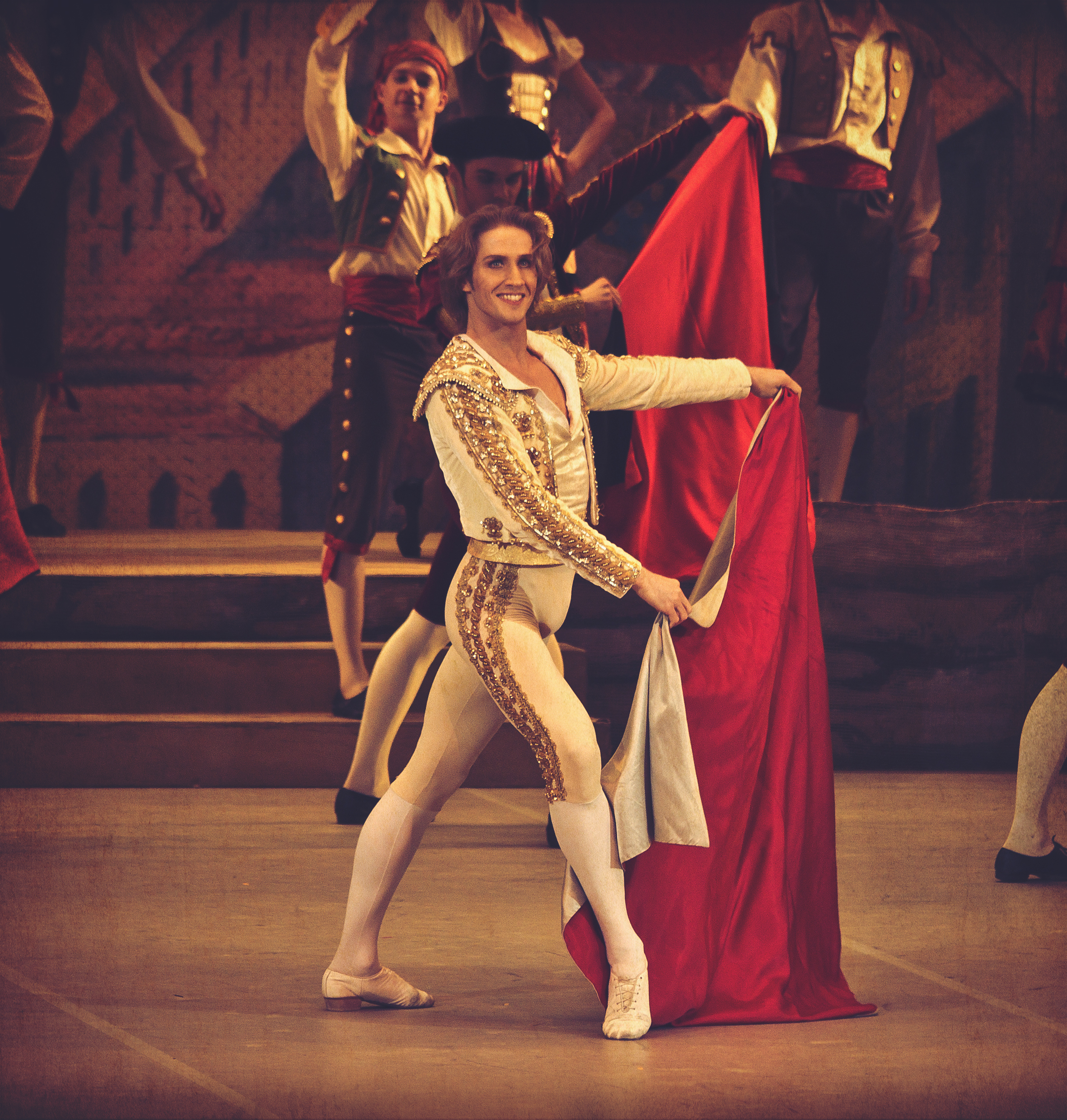
В партии Тореадора, балет «Дон Кихот», Большой театр, 2011

- «Лебединое озеро», хореография М. Петипа и Л. Иванова в редакции Н. Боярчикова — Па де труа, испанский танец, Принц Зигфрид
- «Дон Кихот», постановка А. Горского с использованием хореографии Н. Анисимовой, И. Бельского, Ф. Лопухова и Р. Гербека в редакции Н. Боярчикова — Эспада, Базиль
- «Фауст», балетмейстер Николай Боярчиков — Парис, Валентин
- «Щелкунчик», балетмейстер Николай Боярчиков — Принц Щелкунчик
- «Спящая красавица», хореография М. Петипа в редакции Ф. Лопухова, К. Сергеева, П. Гусева и Н. Боярчикова — Принц Дезире
- «Баядерка», хореография М. Петипа, В. Чабукиани, К. Сергеева в редакции Н. Боярчикова — Солор
- «Сильфида», хореография Августа Бурнонвиля — Джеймс
- «Жизель», хореография Ж. Коралли, Ж. Перро и М. Петипа — Граф Альберт
- «Эсмеральда», хореография Ж. Перро, М. Петипа и А. Вагановой в редакции Н. Боярчикова — Феб

## Репертуар вМариинском театре

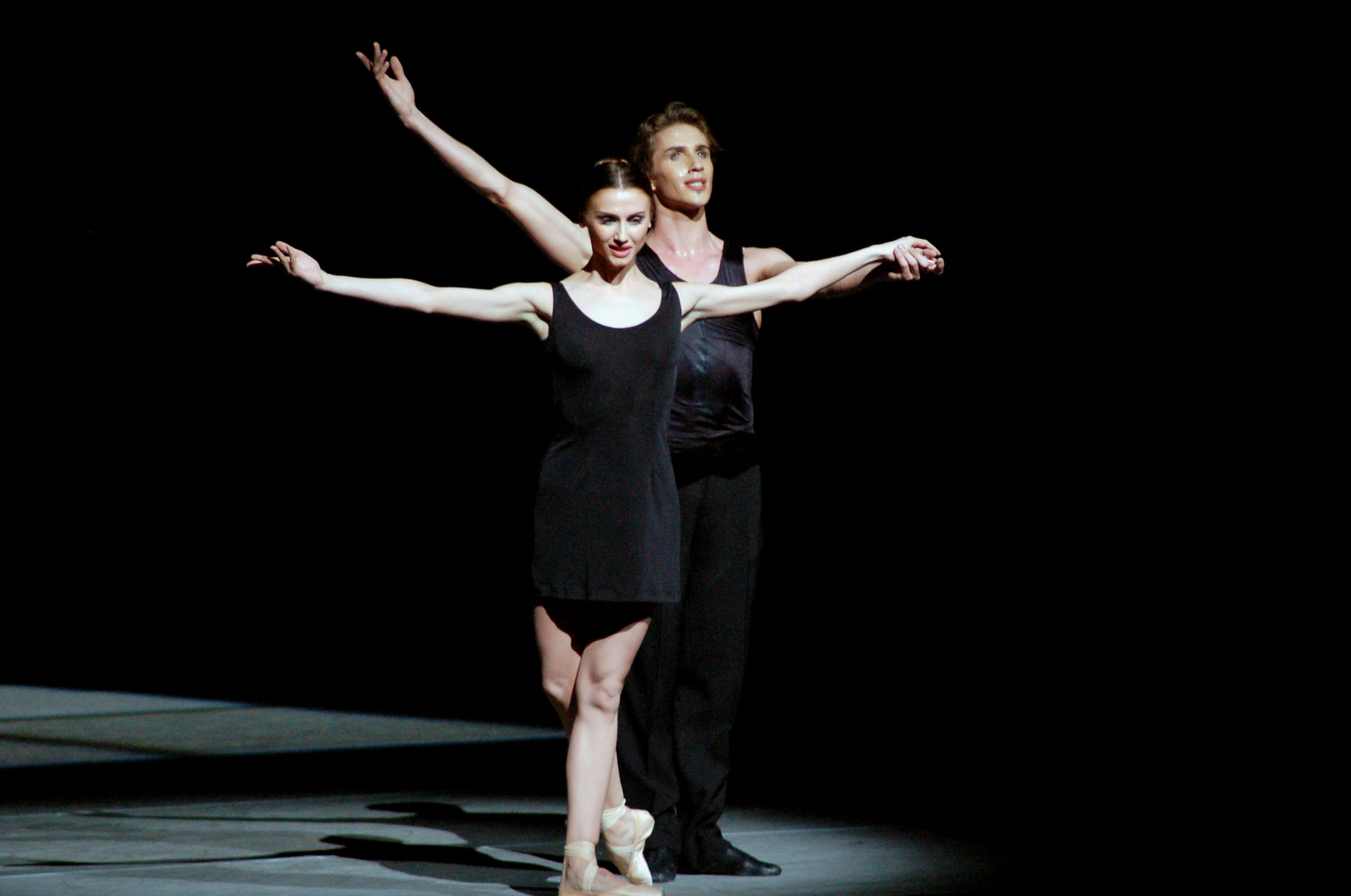
Светлана Захарова и Андрей Меркурьев в Среднем дуэте, 2006

- «Жизель», хореография Ж. Коралли, Ж. Перро и М. Петипа — Граф Альберт
- «Дон Кихот», хореография Александра Горского — Эспада
- «Петрушка», хореография Михаила Фокина — Петрушка
- «Бахчисарайский фонтан», хореография Ростислава Захарова — Вацлав
- «Ромео и Джульетта», хореография Леонида Лавровского — Меркуцио, Ромео
- «Спящая красавица», хореография М. Петипа, редакция Сергея Вихарева — Принц Дезире
- «Блудный сын», хореография Джорджа Баланчина — Блудный сын
- «Вальс», хореография Джорджа Баланчина — Солист
- «Четыре темперамента», хореография Джорджа Баланчина — Флегматик
- «Манон», хореография Кеннета Макмиллана — Де Грие
- «Кармен», хореография Ролана Пети — Хозе
- «Юноша и смерть», хореография Ролана Пети — Юноша
- «Средний дуэт» (музыка: Юрий Ханон, балетмейстер Алексей Ратманский) — Солист
- «Come in!», балетмейстер Кирилл Симонов — Солист
- «Щелкунчик», балетмейстер Кирилл Симонов — Щелкунчик-принц
- «Волшебный орех», балетмейстер Донвена Пандурски — Молодой Дроссельмейер
- «Весна и осень / Spring and Fall», балетмейстер Джон Ноймайер — Солист
- «Тогда и теперь / Now and Then», балетмейстер Джон Ноймайер — Солист
- «Steptext», балетмейстер Уильям Форсайт — Солист
- «Лулу. Сон антизвезды», балетмейстер Дж. Пепарини — Художник, Джек

### Первый исполнитель партий
- 2002 — «Золушка», балетмейстер Алексей Ратманский — Принц
- 2004 — «Там, где висят золотые вишни / In the Middle Somewhat Elevated», балетмейстер Уильям Форсайт — Солист
- 2005 — «Reverence», балетмейстер Дэвид Доусон — Солист

## Репертуар вБольшом театре
- 2006 — «Болт», балетмейстер Алексей Ратманский — Ян
- 2006 — «Кармен-сюита», балетмейстер Альберто Алонсо — Хозе
- 2006 — «Треуголка», хореография Леонида Мясина — Мельник
- 2006 — «Дочь фараона», балетмейстер Пьер Лакотт — Рыбак
- 2006 — «Па де де Чайковского», хореография Джорджа Баланчина — Солист
- 2006 — «Средний дуэт», балетмейстер Алексей Ратманский — Солист
- 2006 — «Светлый ручей», балетмейстер Алексей Ратманский — Пётр
- 2007 — «Золотой век», балетмейстер Юрий Григорович — Борис
- 2007 — «Золушка», балетмейстер Юрий Посохов — Принц
- 2007 — «В комнате наверху», хореография Твайлы Тарп — Солист — первый исполнитель
- 2007 — «Misericordes», балетмейстер Кристофер Уилдон — Солист
- 2007 — «Дон Кихот», редакция Алексея Фадеечева — Тореадор
- 2007 — «Корсар», хореография Мариуса Петипа, постановка и новая хореография Алексея Ратманского и Юрия Бурлаки — Бирбанто
- 2007 — «Класс-концерт», хореография Асафа Мессерера — Солист
- 2007 — «Жизель», редакция Юрия Григоровича — Граф Альберт
- 2008 — «Сильфида», хореография Августа Бурнонвиля, редакция Й. Кобборга — Джеймс
- 2008 — «Пламя Парижа», балетмейстер Алексей Ратманский с использованием хореографии Василия Вайнонена — Жером
- 2008 — «Дон Кихот», редакция Алексея Фадеечева — Базиль
- 2008 — «Русские сезоны», балетмейстер Алексей Ратманский — Пара в жёлтом — первый исполнитель
- 2008 — «Светлый ручей», балетмейстер Алексей Ратманский — Классический танцовщик
- 2009 — «Урок», балетмейстер Флеминг Флиндт — Учитель
- 2009 — «Захарова суперигра», балетмейстер Франческо Вентрилья — Тета / Хронос — первый исполнитель
- 2009 — «Спартак», балетмейстер Юрий Григорович — Красс
- 2010 — «Петрушка», хореография Михаила Фокина, редакция Сергея Вихарева — Петрушка
- 2010 — «Рубины», хореография Джорджа Баланчина — Солист
- 2010 — «Щелкунчик», балетмейстер Юрий Григорович — Дроссельмейер
- 2011 — «Утраченные иллюзии», балетмейстер Алексей Ратманский — Люсьен
- 2012 — «Remanso», балетмейстер Начо Дуато — Солист
- 2012 — «Анюта», балетмейстер Владимир Васильев — Студент
- 2013 — «Квартира», балетмейстер Матс Эк — биде, пешеходы, вальс
- 2013 — «Анюта», балетмейстер Владимир Васильев — Петр Леонтьевич
- 2013 — «Марко Спада», балетмейстер Пьер Лакотт — Пепинелли
- 2014 — «Квартира», балетмейстер Матс Эк — эмбрионы
- 2014 — «Дама с камелиями», балетмейстер Джон Ноймайер — Месье Дюваль — первый исполнитель

## Фильмография
- 2006 — «Дон Кихот» — Эспада
- 2006 — «Болт» — Ян
- 2011 — «Дон Кихот» — Эспада
- 2012 — «Корсар» — Бирбанто

## Звания и награды
- 2000 — Лауреат Открытого конкурса артистов балета России «Арабеск» в Перми (II премия)
- 2001 — Лауреат Международного конкурса молодых артистов балета в Казани (II премия)
- 2005 — Национальная театральная премия «Золотая Маска» за лучшую мужскую роль в балете (партия в балете «Там, где висят золотые вишни», сезон 2003/04)[4]
- 2008 — Премия Леонида Мясина (Позитано, Италия)
- 2008 — Заслуженный артист Республики Северная Осетия-Алания[5]
- 2014 — Заслуженный артист Российской Федерации[6]
- 2016 — Лауреат Международной литературно-медийной премии имени Олеся Бузины в номинации «Гражданская позиция» (2016)[7].